# 韦皇后
韦皇后（7世纪—710年7月21日），京兆府万年县（今陕西省西安市）人，出自京兆韦氏驸马房，唐中宗李显第二任妻子。父韦玄贞，母崔氏，懿德太子、永寿公主、长宁公主、永泰公主、安乐公主生母。

## 生平
李显为太子时（680年至683年），韦氏被立为太子妃，成为他的第二任妻子。其妹韦城县主墓志所记“调露中，皇后以良家应娉”。现存唐诗中，有多首不同作者的同时祝贺太子娶妃和太平公主出嫁（时在681年）的奉和诗。
开耀二年（682年），韦氏生下李显的嫡長子——李重润。其后，韋氏又生下四個女兒即长宁公主、永寿公主、永泰公主、安乐公主。嗣圣元年（684年），中宗登基，韦妃立为皇后。
其年，中宗被武則天罷黜，改为庐陵王，韦氏一直跟随他到了房州，途中韦氏生下最年幼的女兒，取名為裹兒，為日後的安乐公主。在房州时中宗惧不自安，每闻制使至，惶恐至想自杀。韦氏劝中宗说：“祸福倚伏，何常之有？岂失一死，何遽如是也！”十数年间两人同过艰险，情义甚笃。父亲韦玄贞被流放钦州而死，母亲崔氏被钦州首领宁承兄弟所杀。弟弟韦洵、韦浩、韦洞和韦泚全部死于容州。两位妹妹，逃窜获免。
聖曆元年（698年），武则天将中宗召还东都。聖曆二年（699年），武则天将中宗重新立为太子。大足元年（701年），韦妃的兒子李重润和女儿李仙蕙、女婿武延基一起议论张易之、张昌宗兄弟。随后在九月初三，李重润和武延基被武则天賜死。九月初四，女儿李仙蕙亦死去。
神龍元年（705年），凤阁侍郎张柬之、鸾台侍郎崔玄暐等五人，發動兵變，逼迫武后禪讓，中宗復辟，史稱神龙政变。神龍元年二月十二日，立爲皇后，十一月二日，尊爲順天皇后。韦后上表请求规定全国士民百姓一律为被父亲休弃的母亲服丧三年。
神龙三年八月十五日，加順天翊聖皇后。韦皇后联合武三思等專擅朝政，以其從兄韋溫掌握實權。安乐公主不仅美丽，更十分有心计，和母亲韦皇后一起干预朝政，许多的政务都是由韦皇后以及安乐公主协助处理的，慢慢地，朝政大权就落入她们手中，而这两人也不是一般人，颇有权术和手段，且善于玩弄权术，很快就将唐中宗的权力架空，她又縱容女兒安樂公主賣官鬻爵谋求皇太女的地位、大肆修建封寺廟道觀，而身為繼母的韋皇后將中宗的庶長子李重福貶至均州，嚴加看守。
景龍元年（707年）七月太子李重俊率左羽林大將軍李多祚等，發動重俊之變，殺韋親信武三思、武崇訓父子於其門第，李重俊本欲殺韋后，卻在玄武門受阻，士兵倒戈，事敗。不久，重俊為左右所殺。
景龍四年（710年），中宗病逝，韋后遂立溫王李重茂為帝，本人作为皇太后臨朝稱制。不久臨淄王李隆基與其姑母太平公主聯合，發動唐隆政变，擁其父相王李旦復辟。韦太后投奔飞骑营，被其所殺，枭首、暴尸于闹市，並被追貶為庶人，葬以一品之礼。以掃蕩韋氏勢力之名，京兆韋氏諸房無辜被濫殺，許多聚居的杜氏也難免其難。之後太平公主與李隆基發生權力之爭，延和元年（712年），睿宗禪讓於太子李隆基，是為玄宗；太平公主與玄宗爭權，玄宗發動先天政變，賜死太平公主，其黨羽或殺或逐，結束了唐朝自唐高宗中期以來女性主理政治局面。

## 家庭

### 父母
- 韦玄贞，追赠太师、雍州牧、益绵梓隆等十一州诸军事、益州大都督、上柱国、酆献惠王
- 博陵崔氏，隋朝员外郎崔凤举之女，唐朝卫尉卿崔从礼的姐妹

### 兄弟姐妹
- 韋洵，赠吏部尚书、益州大都督、汝南郡王，冥婚中书令、酂国公萧至忠第三女
- 韋浩，赠太常卿、扬州诸军事、扬州大都督、武陵郡王，妃赵郡李氏，汾州司兵李翼之女
- 韋泂，赠卫尉卿、并州大都督、淮阳郡王，冥婚太子家令清河崔道猷第四女
- 韋泚，赠太仆卿、荆州大都督、上蔡郡王，冥婚隋朝高密县县令郑道援曾孙女，沣州司马郑怀节孙女，贝州清河尉郑锐思女，尚衣奉御郑万钧二堂妹
- 韦氏，嫁光禄大夫、代理太子詹事、陈国公陆颂
- 韦七姨，嫁太常少卿冯太和，冯太和死后改嫁嗣虢王李邕，韦皇后被杀后，韦七姨被李邕斩首杀死[6][7][8]
- 韦城县主，仪凤三年在韦曲去世，冥婚赠尚衣奉御郑戭，隋朝高密县县令郑道援曾孙，沣州司马郑怀节之孙，晋州襄陵县县令郑进思第八子
- 卫南县主

### 子女
- 懿德太子李重潤
- 長寧公主
- 永寿公主
- 永泰公主李仙蕙
- 安樂公主李裹兒

## 影視作品
- 《盛世仁傑》 - 姚嘉妮飾演
- 《唐宮燕》 - 何賽飛飾演
- 《宮心計2深宮計》 - 米雪飾演

## 延伸阅读
[在维基数据编辑]
 《舊唐書/卷51》，出自刘昫《舊唐書》
 《新唐書/卷076》，出自《新唐書》